# (96254) Hoyo
(96254) Hoyo est un astéroïde de la ceinture principale.

## Description
(96254) Hoyo est un astéroïde de la ceinture principale. Il fut découvert le 27 février 1995 à Kuma Kogen par Akimasa Nakamura. Il présente une orbite caractérisée par un demi-grand axe de 2,28 UA, une excentricité de 0,11 et une inclinaison de 3,5° par rapport à l'écliptique.

## Compléments